# اچ‌ام‌اس اودین (۱۸۴۶)
اچ‌ام‌اس اودین (۱۸۴۶) (به انگلیسی: HMS Odin (1846)) یک کشتی بود که طول آن ۲۰۸ فوت (۶۳ متر) بود. این کشتی در سال ۱۸۴۶ ساخته شد.